# Hans-Georg Anscheidt
Hans-Georg Anscheidt (Königsberg, 23 dicembre 1935) è un pilota motociclistico tedesco ritiratosi dall'attività agonistica.
Nel motomondiale si è laureato campione del mondo per tre stagioni consecutive nella classe 50.

## Carriera
È stato uno specialista delle piccole cilindrate, presente nelle classifiche iridate della classe 50 sin dal primo anno della sua istituzione nel motomondiale 1962.
Le sue prime stagioni sono state corse nella squadra ufficiale della Kreidler con cui ha vinto proprio all'esordio della classe nel campionato mondiale, in occasione del Gran Premio motociclistico di Spagna; a questa prima vittoria ne sono succedute altre 5 in 3 anni di partecipazione, con due piazzamenti al secondo posto nella classifica finale ed uno al terzo.
Dopo un anno quasi interlocutorio, nel motomondiale 1966 è passato alla squadra ufficiale Suzuki, gareggiando contemporaneamente nella 50 e nella 125; già la prima stagione con la casa motociclistica giapponese si rivela un successo con due vittorie e due secondi posti che l'hanno portato alla conquista del suo primo titolo mondiale.
La stagione successiva ripeté il successo finale con altre tre vittorie nei singoli gran premi; alla fine dell'anno la Suzuki decise però il suo ritiro dalle competizioni in vista delle nuove modifiche regolamentari che sarebbero entrate in vigore per il motomondiale 1969 e che prevedevano l'esclusione dalle gare di questa cilindrata delle moto pluricilindriche. Ad Anscheid venne però data la possibilità di gareggiare privatamente ancora per un anno con le motociclette assistite dalla casa.
In questo modo il pilota tedesco riuscì per il terzo anno consecutivo a conquistare il titolo mondiale, aggiungendo al suo palmarès ulteriori tre vittorie in singoli gran premi.
Tra l'altro, negli stessi anni in cui gareggiava nel mondiale riuscì anche a conquistare sette titoli nazionali tedeschi nella classe 50 e due titoli nazionali della classe 125.

## Risultati nel motomondiale

### Classe 50
| 1962 | Classe | Moto     |   |   |   |   |   |   |    |   |   |   |   |  |  | Punti | Pos. |
| ---- | ------ | -------- | - | - | - | - | - | - | -- | - | - | - | - |  |  | ----- | ---- |
| 1962 | 50     | Kreidler | 1 | - | 4 | 3 | 2 | 2 | NE | - | 1 | 3 | 3 |  |  | 36    | 2º   |

| 1963 | Classe | Moto     |   |   |   |   |   |   |    |    |   |    |    |     |  | Punti | Pos. |
| ---- | ------ | -------- | - | - | - | - | - | - | -- | -- | - | -- | -- | --- |  | ----- | ---- |
| 1963 | 50     | Kreidler | 1 | 4 | 1 | 3 | 6 | 3 | NE | NE | 1 | NE | NP | Rit |  | 32    | 2º   |

| 1964 | Classe | Moto     |   |   |   |   |   |   |   |    |    |   |    |    |  | Punti | Pos. |
| ---- | ------ | -------- | - | - | - | - | - | - | - | -- | -- | - | -- | -- |  | ----- | ---- |
| 1964 | 50     | Kreidler | 4 | 1 | 2 | 4 | 4 | 2 | 4 | NE | NE | 2 | NE | NE |  | 29    | 3º   |

| 1965 | Classe | Moto              |   |   |   |   |   |   |   |    |    |    |    |    |   | Punti | Pos. |
| ---- | ------ | ----------------- | - | - | - | - | - | - | - | -- | -- | -- | -- | -- | - | ----- | ---- |
| 1965 | 50     | Kreidler e Suzuki | - | 6 | 5 | - | - | - | - | NE | NE | NE | NE | NE | 4 | 6     | 7º   |

| 1966 | Classe | Moto   |   |   |    |   |    |    |    |    |    |   |   |   |  | Punti | Pos. |
| ---- | ------ | ------ | - | - | -- | - | -- | -- | -- | -- | -- | - | - | - |  | ----- | ---- |
| 1966 | 50     | Suzuki | 2 | 1 | NE | 4 | NE | NE | NE | NE | NE | - | 1 | 2 |  | 28    | 1º   |

| 1967 | Classe | Moto   |   |   |   |   |   |   |    |    |    |    |    |    |   | Punti | Pos. |
| ---- | ------ | ------ | - | - | - | - | - | - | -- | -- | -- | -- | -- | -- | - | ----- | ---- |
| 1967 | 50     | Suzuki | 1 | 1 | 2 | 2 | 4 | 1 | NE | NE | NE | NE | NE | NE | 4 | 30    | 1º   |

| 1968 | Classe | Moto   |   |   |   |   |   |    |    |    |    |    |  |  |  | Punti | Pos. |
| ---- | ------ | ------ | - | - | - | - | - | -- | -- | -- | -- | -- |  |  |  | ----- | ---- |
| 1968 | 50     | Suzuki | 1 | 1 | - | 2 | 1 | NE | NE | NE | NE | NE |  |  |  | 24    | 1º   |

| Legenda | 1º posto        | 2º posto            | 3º posto            | A punti      | Senza punti        | Grassetto – Pole position Corsivo – Giro più veloce |
| Legenda | Gara non valida | Non qual./Non part. | Ritirato/Non class. | Squalificato | '-' Dato non disp. | Grassetto – Pole position Corsivo – Giro più veloce |

### Classe 125
| 1963 | Classe | Moto    |    |   |   |  |   |   |   |   |   |   |   |   |  | Punti | Pos. |
| ---- | ------ | ------- | -- | - | - |  | - | - | - | - | - | - | - | - |  | ----- | ---- |
| 1963 | 125    | Bultaco | 13 | - | - |  | - | - | - | - | - | - | - | - |  | 0     |      |

| 1965 | Classe | Moto        |   |   |     |   |   |   |    |   |   |   |   |   |   | Punti | Pos. |
| ---- | ------ | ----------- | - | - | --- | - | - | - | -- | - | - | - | - | - | - | ----- | ---- |
| 1965 | 125    | MZ-Kreidler | - | - | Rit | - | - | - | NE | - | - | - | - | 5 | - | 2     | 21º  |

| 1966 | Classe | Moto   |   |   |    |   |    |   |   |   |   |   |   |   |  | Punti | Pos. |
| ---- | ------ | ------ | - | - | -- | - | -- | - | - | - | - | - | - | - |  | ----- | ---- |
| 1966 | 125    | Suzuki | - | 5 | NE | - | NE | - | - | - | - | - | - | - |  | 2     | 12º  |

| 1967 | Classe | Moto   |   |   |   |   |   |    |   |   |   |   |   |   |   | Punti | Pos. |
| ---- | ------ | ------ | - | - | - | - | - | -- | - | - | - | - | - | - | - | ----- | ---- |
| 1967 | 125    | Suzuki | - | 2 | - | - | - | NE | - | - | - | - | 2 | - | - | 12    | 6º   |

| 1968 | Classe | Moto   |   |   |   |   |    |   |   |   |   |   |  |  |  | Punti | Pos. |
| ---- | ------ | ------ | - | - | - | - | -- | - | - | - | - | - |  |  |  | ----- | ---- |
| 1968 | 125    | Suzuki | 2 | - | - | - | NE | - | - | - | - | 3 |  |  |  | 10    | 8º   |

| Legenda | 1º posto        | 2º posto            | 3º posto            | A punti      | Senza punti        | Grassetto – Pole position Corsivo – Giro più veloce |
| Legenda | Gara non valida | Non qual./Non part. | Ritirato/Non class. | Squalificato | '-' Dato non disp. | Grassetto – Pole position Corsivo – Giro più veloce |